# Bureau de l'Asie de l'Est et du Pacifique
Au sein du gouvernement  des États-Unis le Bureau de l'Asie de l'Est et du Pacifique (initialement nommé Office of Chinese Affairs) fait partie du département d'État des États-Unis et est chargé de conseiller le secrétaire d'État et le sous-secrétaire d'État américain chargé des affaires politiques sur les questions de la région Asie-Pacifique et de traiter la politique étrangère américaine et les relations américaines avec les pays dans ce secteur.
Il est dirigé par le secrétaire d'État assistant pour l'Asie de l'Est et le Pacifique, actuellement Daniel Kritenbrink.